# Provinz Musashi

Karte der Provinzen Japans, Musashi rot markiert

Musashi (jap. 武蔵国, Musashi no kuni) oder Bushū  (武州) war eine der historischen Provinzen Japans. Musashi wird heute eingenommen von den Präfekturen Tokio und Saitama, ein kleiner Zipfel fiel an die Präfektur Kanagawa, hauptsächlich der Städte Kawasaki und Yokohama. Musashi grenzte an die Provinzen Kai, Kōzuke, Sagami, Shimousa, Shimotsuke und Shinano.
Musashi war die größte Provinz der Region Kantō. Sie hatte ihre alte Hauptstadt (kokufu) im modernen Fuchū (eine alternative Bezeichnung für eine Provinzhauptstadt) bei Tokio, der Provinztempel (kokubunji) lag bei der heutigen gleichnamigen Stadt. 
1590 tauschte Tokugawa Ieyasu das Gebiet um die Tokyo-Bucht gegen seine alten, weiter westlich gelegenen Territorien und begann das strategisch günstiger gelegene Edo mit seiner Burg auszubauen. Edo war dann sein Hauptquartier vor der Schlacht von Sekigahara, und Edo wurde in der danach benannten Edo-Zeit die beherrschende Stadt Japans. Nach der Meiji-Restauration wurde Edo Sitz des Tennō und in Tokio umbenannt.
Musashi hat in den Namen Tōbu (東武, „Ost-Musashi“) und Seibu (西武, „West-Musashi“) überlebt, nämlich in den Namen der beiden privaten Eisenbahngesellschaften Tōbu Tetsudō bzw. Seibu Tetsudō. Auch der Name der Sōbu-Hauptlinie (総武本線) weist darauf hin, dass diese die Provinz Shimousa bzw. Sōshū (総州) mit Musashi verbindet. Wie andernorts werden manche Orts- oder Bahnhofsnamen offiziell oder umgangssprachlich mit dem Zusatz 武蔵 Musashi- versehen, um sie von sonst gleichnamigen Orten in anderen Provinzen zu unterscheiden (Beispiele: Musashi-Murayama, Musashi-Fuchū, Musashi-Kosugi, Musashi-Takahagi).